# شهباز حسین‌زاده تقی‌آباد
شهباز حسین‌زاده تقی‌آباد (زادهٔ ۱۳۴۶ در میاندوآب) نمایندهٔ حوزهٔ انتخابیهٔ میاندوآب و شاهین‌دژ و تکاب در دورهٔ ششم مجلس شورای اسلامی بوده‌است.